# Listă de cântăreți români
Aceasta este o listă de cântăreți români notabili, ordonată alfabetic după numele de familie sau mononim.
Laura Ion  

## A
- Anda Adam
- Anca Agemolu
- Dan Andrei Aldea
- Ion Aldea Teodorovici
- Doina Aldea Teodorovici
- Nicu Alifantis
- Andra
- Andreea D
- Aurelian Andreescu
- Alexandru Andrieș
- Luminița Anghel
- Monica Anghel
- Andreea Antonescu
- Antonia

## B
- Constantin Badea
- Doina Badea
- Anca Badiu
- Mircea Baniciu
- Ozana Barabancea
- Ramona Bădescu
- Andreea Bălan
- Andreea Bănică
- Ștefan Bănică
- Ștefan Bănică junior
- Ducu Bertzi
- Silviu Biriș
- Veta Biriș
- Dan Bittman
- Ioan Bocșa
- Florin Bogardo
- Titi Botez
- Bogdan Bradu
- Horia Brenciu
- Laura Bretan
- Lidia Buble

## C
- Floarea Calotă
- Simona Cassian
- Laurențiu Cazan
- Anda Călugăreanu
- Elena Cârstea
- Nicole Cherry
- Florin Chilian
- Corina Chiriac
- Tudor Chirilă
- Angela Ciochină
- Sergiu Cioiu
- Connect-R
- Mihai Constantinescu
- Roxana Constantinescu
- Cornel Constantiniu
- Ionuț Contraș
- Ștefan Corbu
- Gabriel Cotabiță
- Ileana Cotrubaș
- Nicu Covaci
- Cătălin Crișan

## D
- Adrian Daminescu
- Annamari Dancs
- Ricky Dandel
- Mirabela Dauer
- Edmond Deda
- Delia
- Adrian Despot
- Luminița Dobrescu
- Gil Dobrică
- Ion Dolănescu
- Ionuț Dolănescu
- Feli Donose
- Gabriel Dorobanțu
- Maria Dragomiroiu
- Dida Drăgan
- Constantin Drăghici
- Dorina Drăghici
- Lucia Dumitrescu
- Silvia Dumitrescu
- Laurențiu Duță

## E
- Constantin Eftimiu
- Adrian Enache
- Stela Enache
- Teodora Enache
- Eleonora Enachescu
- Noni Răzvan Ene
- Alina Eremia

## F
- Ramona Fabian
- Felicia Filip
- Marina Florea
- Mircea Florian
- Cornel Fugaru
- Ionuț Fulea

## G
- Jean Gavril
- Elena Gheorghe
- Tudor Gheorghe
- Angela Gheorghiu
- Andra Gogan
- Trio Grigoriu
- Loredana Groza

## H
- Rodion Hodovanschi
- Ștefan Hrușcă

## I
- Nicolae Furdui Iancu
- Magda Ianculescu
- Rucsandra Iliescu
- Inna
- Elena Ionescu
- Luigi Ionescu
- Daniel Iordăchioaie
- Ioana Ignat

## J
- Cătălin Josan
- Alexandru Jula

## K
- Josef Kappl
- Keo
- Eva Kiss
- Ovidiu Komornyik
- Surorile Kosak

## L
- Sanda Ladoși
- Fărâmiță Lambru
- Gheorghe Lambru
- Laura Lavric
- Anastasia Lazariuc
- Maria Lătărețu
- Nae Leonard
- Anna Lesko
- Dorel Livianu
- Irina Loghin
- Lora

## M
- Ion Macovei
- Sergiu Malagamba
- Mădălina Manole
- Lucky Marinescu
- Roxana Matei
- Mihai Mărgineanu
- Ilie Micolov
- Mihaela Mihai
- Ioan Luchian Mihalea
- Miki
- Ada Milea
- Cristi Minculescu
- Horia Moculescu
- Aida Moga
- Marius Moga
- Angela Moldovan
- Jean Moscopol
- Silvia Sorina Munteanu

## N
- Sava Negrean Brudașcu
- Nico
- Nicola
- George Nicolescu
- Marian Nistor
- Nicolae Nițescu

## O
- David Ohanesian
- Dinu Olărașu
- Mălina Olinescu
- Emilian Onciu

## P
- Anca Parghel
- Ioan Gyuri Pascu
- Marcel Pavel
- Margareta Pâslaru
- Gică Petrescu
- Florian Pittiș
- Dorian Popa
- Marius Popa
- Adela Popescu
- Cristian Popescu
- Diana Prepeliță
- Ionela Prodan
- Romica Puceanu
- Ovidiu Purdea-Someș
- Puya

## R
- Ioana Radu
- Maria Radu
- Johnny Răducanu
- Maria Răducanu
- Carmen Rădulescu
- Lupu Rednic
- Irina Rimes
- Elena Roizen
- Adrian Romcescu
- Marcel Roșca
- Roxen
- Ruby
- Mihaela Runceanu
- Xenti Runceanu
- Cristina Rus
- Angela Rusu

## S
- Marcela Saftiuc
- Dinu Iancu Sălăjanu
- Ileana Sărăroiu
- Oana Sârbu
- Marina Scupra
- Paula Seling
- Angela Similea
- Benone Sinulescu
- Smiley
- Victor Socaciu
- Dan Spătaru
- Alexandra Stan
- Tatiana Stepa
- Nicu Stoenescu
- Laura Stoica
- Pavel Stratan
- Nicolae Stroe
- Narcisa Suciu

## Ș
- Vasile Șeicaru
- Natalia Șerbănescu
- Ileana Șipoteanu

## T
- Constantin Tănase
- Maria Tănase
- Marioara Tănase
- Aurelian Temișan
- Ovid Teodorescu
- Valentin Teodorian
- Mihai Trăistariu

## Ț
- Marius Țeicu
- Anca Țurcașiu

## U
- Alexandra Ungureanu
- Aura Urziceanu

## V
- Vasile Vasilache
- Cristian Vasile
- Liviu Vasilică
- Liviu Vârciu
- Alex Velea
- Mioara Velicu
- Sofia Vicoveanca
- Mircea Vintilă
- Marina Voica
- Ionel Voineag

## W
- Wrs

## Z
- Dorin Liviu Zaharia